# Kishni
Kishni es un pueblo y nagar Panchayat situado en el distrito de Mainpuri en el estado de Uttar Pradesh (India). Su población es de 11098 habitantes (2011). 

## Demografía
Según el censo de 2011 la población de Kishni era de 11098 habitantes, de los cuales 5832 eran hombres y 5266 eran mujeres. Kishni tiene una tasa media de alfabetización del 81,25%, superior a la media estatal del 67,68%: la alfabetización masculina es del 87,50%, y la alfabetización femenina del 74,32%.